# 강명화 자살 사건
강명화 자살 사건 또는 강명화 정사 사건은 1923년 평양의 권번 기생 강명화와 그녀의 연인이던 칠곡군 출신 부잣집 아들 장병천이 집안의 결혼 반대에 자살한 정사(情死) 사건이다. 이들은 한때 남자 집안의 반대로 일본 도피를 하였지만, 강명화는 결국 스물셋에 자살한다.
1923년 6월 11일 충청남도 아산군 온양면에서 평양부 출신 명기 강명화가 쥐약을 먹고 자살하였다. 한달 뒤인 7월 11일, 장병천도 같은 여관에서 같은 방식으로 자결해서 강명화의 뒤를 따라갔다. 김우진 윤심덕 자살 사건 이전에 발생한 사건으로, 조선은 물론 일본과 중국에도 큰 화제가 되었다. 이 사건은 바로 영화와 소설, 드라마로 나오기도 했다.

## 개요
1923년 6월11일 오후 6시 온양온천여관 객실에서 평양부 출신 명월관 권번 기생 강명화(康明花, 당 23세)는 쥐약을 먹고 자결하였다. 외출 중이던 장병천(張炳天)은 자신이 투숙하던 방으로 바로 달려갔다. 그녀가 쥐약을 먹고 정신을 잃은 것을 본 장병천은 황급히 병원에 연락했으나, 강명화는 이미 틀렸다며 만류하였다. 강명화를 품에 안은 장병천이 "내가 누구인지 알아보겠소?"고 흐느끼며 묻자 강명화는 꺼져가는 소리로 "세상에서 절 가장 사랑해 주시는 파건(장병천의 아호) 아니십니까? 전 이미 독약을 먹어 모든 게 틀렸으니 마지막으로 절 꼭 껴안아주세요!"라고 하는 마지막 '절명사(絶命詞)'를 남기고 죽었다.
장병천은 경상북도 칠곡군의 대부호 장길상(張吉相)(지독한 친일파이자 장택상의 형)의 장남으로, 평양의 권번 기생 강명화를 가까이 하다가 그와 결혼을 하려 하였으나, 집안의 반대로 실패하였다.
강명화는 장병천의 애첩이었지만, 장병천의 집안에서는 강명화를 요부(妖婦)로 보고 인정해주지 않았다. 강명화도 자신 때문에 장병천이 세간의 입에 오르내리는 것을 힘들어했다.이후 장병천은 가출, 기방에서 속환시킨 강명화를 데리고 경성부 종로에서 동거하다가 한때 일본으로 건너가기도 했고, 아산군에서 동거 생활을 하고 있었다.

## 경과
장병천과 함께 온양온천으로 여행을 떠난 강명화는 1923년 6월 12일 쥐약을 먹고 자살한다. 1923년 6월 16일자 동아일보는 ‘꼿가튼 몸이 생명을 끈키까지’라는 제목의 기사로 강명화의 마지막 모습을 전했다.  강명화의 시신은 연락을 받고 달려온 기방 사람들에 의해 평양부에서 노제를 지낸 뒤, 경성부로 옮겨져 명월관과 여타 기생들 들의 애도속에 이태원 공동묘지에 안장되었다. 장례식장에서 울다 지쳐서 실성한 장병천은 물 한모금 입에 대지 않고 단식, 한때 강명화와 살던 집인 경성부 중구 종로방(현재의 종로6가 32) 안방에 틀어박혀 며칠간 두문불출했다. 삶의 의미를 잃어버린 장병천은 7월 11일 아산군의 온천여관에서 그녀가 했던 것처럼 쥐약을 먹고 자결해서 강명화의 곁으로 갔다. 이는 한국 최초 소프라노 윤심덕이 사의 찬미를 남기고 김우진과 함께 투신하기 전에 발생한 정사였다.
조선의 손안에 드는 거부의 장남이 기생과의 결혼 반대로 자살한 것은 순식간에 화제가 되었다. 기녀와의 사랑 때문에 자살했다는 것은 당시 도통 사람들에게는 이해가 되지 않았고, 이는 화제가 된다. 이는 사람들의 입을 통해 전국 각처로 퍼져나갔고, 일본과 중국에도 소문이 확산되었다. 조선인들도 이해하지 못했지만, 이 소식을 접한 일본인들과 중국인들도 충격을 받았다.
1923년 6월, 강명화의 자살 소식을 접한 나혜석은 이를 추모하는 추도사를 짓기도 했다.
| “ | 오직 기생 세계에는 타인 교제의 충분한 경험으로 인물을 선택할 만한 판단의 힘이 있고 여러 사람 가운데 오직 한 사람을 좋아할 만한 기회가 있으므로… 조선여자로서 진정의 사랑을 할 줄 알고 줄 줄 아는 자는 기생계를 제외하고는 없다고 말할 수 있다. | ” |

나혜석은 추모사를 통해 세상에서 기생을 천시하는 것은 편견이며, 기녀야말로 여러 사람과 사랑을 나눌 수 있는 사람들이라고 보았다. 나혜석은 '강명화의 자살'이란 제목의 기사에서 '나는 결코 당신을 떠나 살 수 없는데 당신은 나와 살면 가족도 세상도 모두 외면합니다'는 강명화의 유언을 인용하며 추모했다. 기생이라는 이유로 천대와 멸시를 받는 기녀들의 비극을 언급하기도 했다.
한달 뒤인 7월 장병천은, 아산의 온천여관에서 자결을 기도했으나 실패했다. 그러나 장병천도 10월 29일, 같은 방법으로 결국 목숨을 던졌다. 1923년 10월 30일 동아일보는 “그(강명화)는 애인의 출세를 희망하였다. 그러나 장벙텬은 역시 한낫의 부랑자였다”며 장병천이 강명화의 죽음을 극복하지 못했다고 했다.

## 사후
1924년 일본인 감독 하야가와(早川)는 현장을 직접 답사, 종로구의 셋방과 아산의 온천호텔, 경성부의 명월관, 평양부의 강명화의 고향 마을 등을 직접 답사, 탐문한 뒤 영화를 제작한다. 이때 리얼리티를 살리기 위해 하야가와는 실제 기생 문명옥(文明玉)을 캐스팅하여 영화 비련의 곡을 제작, 상영한다. 화가 난 장길상 등은 영화상영 중단을 조선총독부에 요청했지만 총독부는 예술 작품이라는 이유로 반대했고, 영화는 절찬리에 상영되었다.
영화는 조선과 일본, 중국에 화제가 되어 관객이 몰렸고, 어느 작가는 1925년 봄 '강명화의 죽음'이란 소설을 익명으로 발간한다. 장병천의 집안이 칠곡군과 대구, 성주군의 대 부호였기에 혹시 모를 입김을 피해 가명으로 썼다. 소설이 시판되자 장길상은 분노하여 "내 아들을 두번 죽이고 우리 집안에 흠집을 내는 처사"라고 분격하며 총독부에 소설 압수를 요청했지만 거절당한다. 장길상은 사람들을 동원, 동생 장직상(張稷相)과 사람들을 통해 전국에 배포된 소설을 전량 구매, 소각하게 했다. 이 소설들을 구매하기 위해 장길상은 막대한 돈을 날렸다고 한다.

## 현대
이후 해방이 될 때까지 강명화 자살 사건 관련 작품은 금기시되었다. 그러나 1948년 해방 후에 비로소 해금되어 시중에 오르내리게 되었다. 그 뒤 강명화의 자살 사건을 배경으로 한 각종 소설, 시, 작품, 희곡 등이 나왔고 1967년에는 조흔파 원작 '강명화'로 강대진 감독이 영화화하여 영화로도 처음 상영되었다. 영화 강명화는 아세아극장에서 상영됐는데, 당시 영화관 앞에는 대구관, 계림관, 죽림헌, 청수원 등 대구 일급 요정 기생들과 전직 기생 출신들을 비롯해 대학생, 고등학생 등 남녀 청년들이 많이 몰려들었다.

## 같이 보기
- 강명화
- 김우진
- 윤심덕
- 현해탄 정사 사건